# Theta Eridani
Thêta de l'Éridan • Acamar
Désignations
θ1 Eri : Acamar , HR 897, HD 18622 FK5 106

Theta Eridani (θ Eri / θ Eridani, Thêta Eridani) est une étoile binaire de la constellation australe de l'Éridan. Sa magnitude apparente combinée est de 2,91. D'après la mesure de sa parallaxe annuelle par le satellite Hipparcos, le système est situé à environ ∼ 161 a.l. (∼ 49,4 pc) de la Terre. Il s'éloigne du Système solaire à une vitesse radiale de +12 km/s.

## Composantes
La composante principale du couple est l'étoile Theta1 Eridani (θ1 Eridani / θ1 Eri) ou Acamar. Il s'agit d'une étoile blanche de type spectral A3IV-V ce qui indique que son spectre montre à la fois des traits d'une étoile sur la séquence principale et d'une étoile sous-géante plus évoluée. Sa magnitude apparente est de 3,24.
La composante secondaire du couple est l'étoile Theta2 Eridani(θ2 Eridani / θ2 Eri). Il s'agit une étoile blanche de la séquence principale de type spectral A1V. Sa magnitude apparente est de 4,35.
La séparation angulaire des deux étoiles s'élève à 8,2".

## Désignations
Theta Eridani est également appelée Acamar (de l'arabe آخر النهر, ʼĀkhir ān-nahr, signifiant « l'embouchure de la rivière »). Acamar est le nom propre de l'étoile qui a été approuvé par l'Union astronomique internationale le 20 juillet 2016 pour Theta1 Eridani uniquement.
Elle est connue comme 天园六 (« la sixième étoile du verger céleste ») en Chine.

## Historique
Ptolémée l'a décrite comme une étoile de première magnitude ; Al-Soufi l'a classée dans les 30 étoiles les plus brillantes du ciel aux alentours du Xe siècle ; Ulugh Beg l'a également répertoriée comme une étoile de première magnitude au XVe siècle.